# Karakuşlu, Azdavay
Karakuşlu là một xã thuộc huyện Azdavay, tỉnh Kastamonu, Thổ Nhĩ Kỳ. Dân số thời điểm năm 2008 là 73 người.